# Selenops phaselus
Selenops phaselus là một loài nhện trong họ Selenopidae.
Loài này phân bố ở het zuidelijk deel van Hispaniola.
Loài này thuộc chi Selenops. Selenops phaselus được Martin Hammond Muma miêu tả năm 1953.